# Vernoux (Fluss)
Die Vernoux ist ein Fluss in Frankreich, der in der Region Pays de la Loire verläuft. Sie entspringt unter dem Namen Ruisseau de la Mare de Rougé im nördlichen Gemeindegebiet von Loireauxence, ändert ihren Namen nochmals auf Ruisseau de la Grande Fosse, entwässert generell in östlicher Richtung und mündet nach rund 19 Kilometern knapp am Berührungspunkt der Gemeinden Val d’Erdre-Auxence, Bécon-les-Granits und Saint-Augustin-des-Bois als rechter Nebenfluss in die Romme. Auf ihrem Weg durchquert die Vernoux die Départements Loire-Atlantique und Maine-et-Loire.

## Orte am Fluss
(Reihenfolge in Fließrichtung)
- La Fontaine Chauvin, Gemeinde Loireauxence
- La Cornouaille, Gemeinde Val d’Erdre-Auxence
- Pontron, Gemeinde Val d’Erdre-Auxence
- Le Haut-Piard, Gemeinde Val d’Erdre-Auxence
- La Loge, Gemeinde Bécon-les-Granits